# Perini (Sveti Lovreč)
Pour les articles homonymes, voir Perini.
Perini (en italien : Perini) est une localité de Croatie située en Istrie, dans la municipalité de Sveti Lovreč, dans le comitat d'Istrie. En 2001, la localité comptait 53 habitants.

## Démographie
| 1948 | 1953 | 1961 | 1971 | 1981 | 1991 | 2001 |
| ---- | ---- | ---- | ---- | ---- | ---- | ---- |
| 111  | 105  | 88   | 60   | 58   | 51   | 53   |